# Javier Margas
Javier Luciano Margas Loyola (Santiago, 10 de mayo de 1969) es un exfutbolista y empresario chileno, que jugó como defensa.

## Carrera
Formado en las divisiones inferiores de Colo-Colo, con el equipo albo y bajo la dirección técnica del croata Mirko Jozić, consiguió el torneo más importante que suma en sus vitrinas el fútbol de clubes chileno: la Copa Libertadores de América 1991.
A nivel local, Margas obtuvo con Colo-Colo el Campeonato de Apertura de 1990, anotando un gol en la final ante Universidad Católica. Ese mismo año, se tituló campeón del Campeonato Nacional, como también lo hizo en 1991 y 1993 con el club que lo formó. Otro título sumó con Universidad Católica, en el Campeonato de Apertura de 1997.
En 1997 representó a Chile en el equipo de estrellas del Resto del Mundo, capitaneado por Ronaldo e integrado, además, por Gabriel Batistuta, Hong Myung-bo, Nwankwo Kanu, Noureddine Naybet, Jacques Songo'o y Hidetoshi Nakata, entre otros, que derrotó por 5-2 al equipo de estrellas de Europa, capitaneado por Zinedine Zidane, en un amistoso celebrado con motivo del sorteo mundialista de Francia 1998.
En el extranjero, Margas defendió las camisetas del América de México y del West Ham United F.C. de Inglaterra, en la Liga Premier. Nunca se afianzó en la titularidad en este último club, y en 2001 decidió regresar a su país sin avisarle a la dirigencia, poniéndole fin así a su carrera. Hasta el día de hoy es considerado como uno de los mejores jugadores sudamericanos en los años 90.

## Selección nacional
Debutó en la Selección Chilena para el Campeonato Mundial Sub-20 disputado en Chile el año 1987, en que la Roja conquistó el cuarto lugar. Una década más tarde, junto a varios jugadores de esa misma generación (como Luis Musrri, Fabián Estay, Pedro González, Juan Carreño), llevó a Chile hasta el Mundial de Francia 1998, en el que Javier Margas fue titular indiscutido del equipo dirigido por Nelson Acosta.

### Participaciones en Copas del Mundo
| Mundial                                | Sede    | Resultado        |
| -------------------------------------- | ------- | ---------------- |
| Copa Mundial de Fútbol Juvenil de 1987 | Chile   | Cuarto lugar     |
| Copa Mundial de Fútbol de 1998         | Francia | Octavos de final |

### Participaciones en Copa América
| Copa                | Sede                | Resultado           | Partidos |
| ------------------- | ------------------- | ------------------- | -------- |
| Copa América 1991   | Chile               | Tercer lugar        | 6        |
| Copa América 1993   | Ecuador             | Fase de grupos      | 2        |
| Copa América 1995   | Uruguay             | Fase de grupos      | 2        |
| Copa América 1999   | Paraguay            | Cuarto lugar        | 1        |
| Total de su carrera | Total de su carrera | Total de su carrera | 11       |

### Participaciones en Clasificatorias a Copas del Mundo
| Eliminatorias                    | País                  | Resultado           | Posición            | PJ | Goles |
| -------------------------------- | --------------------- | ------------------- | ------------------- | -- | ----- |
| Eliminatorias Francia 1998       | Francia               | Clasificado         | 4º                  | 12 | 2     |
| Eliminatorias Corea y Japón 2002 | Corea del Sur y Japón | Eliminado           | 10.º                | 3  | 1     |
| Total de su carrera              | Total de su carrera   | Total de su carrera | Total de su carrera | 15 | 3     |

### Partidos internacionales
| Partidos internacionales | Partidos internacionales | Partidos internacionales | Partidos internacionales | Partidos internacionales | Partidos internacionales | Partidos internacionales           | Partidos internacionales |
| N.º                      | Fecha                    | Ciudad                   | Local                    | Resultado                | Visitante                | Competición                        | Goles                    |
| ------------------------ | ------------------------ | ------------------------ | ------------------------ | ------------------------ | ------------------------ | ---------------------------------- | ------------------------ |
| 1                        | 17 de octubre de 1990    | Santiago                 | Chile                    | 0:0                      | Brasil                   | Amistoso                           |                          |
| 2                        | 8 de noviembre de 1990   | Belém                    | Brasil                   | 0:0                      | Chile                    | Amistoso                           |                          |
| 3                        | 19 de junio de 1991      | Quito                    | Ecuador                  | 2:1                      | Chile                    | Amistoso                           |                          |
| 4                        | 8 de julio de 1991       | Concepción               | Chile                    | 4:2                      | Perú                     | Copa América 1991                  |                          |
| 5                        | 10 de julio de 1991      | Santiago                 | Argentina                | 1:0                      | Chile                    | Copa América 1991                  |                          |
| 6                        | 14 de julio de 1991      | Santiago                 | Chile                    | 4:0                      | Paraguay                 | Copa América 1991                  |                          |
| 7                        | 17 de julio de 1991      | Santiago                 | Chile                    | 1:1                      | Colombia                 | Copa América 1991                  |                          |
| 8                        | 19 de julio de 1991      | Santiago                 | Chile                    | 0:0                      | Argentina                | Copa América 1991                  |                          |
| 9                        | 21 de julio de 1991      | Santiago                 | Brasil                   | 2:0                      | Chile                    | Copa América 1991                  |                          |
| 10                       | 31 de marzo de 1993      | Arica                    | Chile                    | 2:1                      | Bolivia                  | Amistoso                           |                          |
| 11                       | 30 de mayo de 1993       | Santiago                 | Chile                    | 1:1                      | Colombia                 | Amistoso                           |                          |
| 12                       | 6 de junio de 1993       | Bogotá                   | Colombia                 | 1:0                      | Chile                    | Amistoso                           |                          |
| 13                       | 9 de junio de 1993       | Quito                    | Ecuador                  | 1:2                      | Chile                    | Amistoso                           |                          |
| 14                       | 13 de junio de 1993      | La Paz                   | Bolivia                  | 1:3                      | Chile                    | Amistoso                           |                          |
| 15                       | 18 de junio de 1993      | Cuenca                   | Paraguay                 | 1:0                      | Chile                    | Copa América 1993                  |                          |
| 16                       | 24 de junio de 1993      | Cuenca                   | Perú                     | 1:0                      | Chile                    | Copa América 1993                  |                          |
| 17                       | 30 de abril de 1994      | Albuquerque              | Estados Unidos           | 0:2                      | Chile                    | Amistoso                           |                          |
| 18                       | 30 de abril de 1994      | Santiago                 | Chile                    | 3:3                      | Argentina                | Amistoso                           |                          |
| 19                       | 25 de mayo de 1994       | Santiago                 | Chile                    | 2:1                      | Perú                     | Amistoso                           |                          |
| 20                       | 16 de noviembre de 1994  | Santiago                 | Chile                    | 0:3                      | Argentina                | Amistoso                           |                          |
| 21                       | 29 de marzo de 1995      | Los Ángeles              | México                   | 1:2                      | Chile                    | Amistoso                           |                          |
| 22                       | 19 de abril de 1995      | Lima                     | Perú                     | 6:0                      | Chile                    | Amistoso                           |                          |
| 23                       | 22 de abril de 1995      | Temuco                   | Chile                    | 1:1                      | Islandia                 | Amistoso                           |                          |
| 24                       | 22 de junio de 1995      | Santiago                 | Chile                    | 0:0                      | Turquía                  | Copa Centenario del Fútbol Chileno |                          |
| 25                       | 8 de julio de 1995       | Paysandú                 | Estados Unidos           | 2:1                      | Chile                    | Copa América 1995                  |                          |
| 26                       | 14 de julio de 1995      | Paysandú                 | Bolivia                  | 2:2                      | Chile                    | Copa América 1995                  |                          |
| 27                       | 11 de octubre de 1995    | Concepción               | Chile                    | 2:0                      | Canadá                   | Amistoso                           |                          |
| 28                       | 4 de febrero de 1996     | Cochabamba               | Bolivia                  | 1:1                      | Chile                    | Amistoso                           | Anotado                  |
| 29                       | 14 de febrero de 1996    | Coquimbo                 | Chile                    | 4:0                      | Perú                     | Amistoso                           |                          |
| 30                       | 23 de abril de 1996      | Antofagasta              | Chile                    | 3:0                      | Australia                | Amistoso                           |                          |
| 31                       | 26 de mayo de 1996       | Santiago                 | Chile                    | 2:0                      | Bolivia                  | Amistoso                           |                          |
| 32                       | 2 de junio de 1996       | Barinas                  | Venezuela                | 1:1                      | Chile                    | Clasificatorias a Francia 1998     | Anotado                  |
| 33                       | 6 de julio de 1996       | Santiago                 | Chile                    | 4:1                      | Ecuador                  | Clasificatorias a Francia 1998     |                          |
| 34                       | 1 de septiembre de 1996  | Barranquilla             | Colombia                 | 4:1                      | Chile                    | Clasificatorias a Francia 1998     |                          |
| 35                       | 9 de octubre de 1996     | Asunción                 | Paraguay                 | 2:1                      | Chile                    | Clasificatorias a Francia 1998     | Anotado                  |
| 36                       | 12 de noviembre de 1996  | Santiago                 | Chile                    | 1:0                      | Uruguay                  | Clasificatorias a Francia 1998     |                          |
| 37                       | 15 de diciembre de 1996  | Buenos Aires             | Argentina                | 1:1                      | Chile                    | Clasificatorias a Francia 1998     |                          |
| 38                       | 2 de abril de 1997       | Brasilia                 | Brasil                   | 4:0                      | Chile                    | Amistoso                           |                          |
| 39                       | 8 de junio de 1997       | Quito                    | Ecuador                  | 1:1                      | Chile                    | Clasificatorias a Francia 1998     |                          |
| 40                       | 5 de julio de 1997       | Santiago                 | Chile                    | 4:1                      | Colombia                 | Clasificatorias a Francia 1998     |                          |
| 41                       | 20 de julio de 1997      | Santiago                 | Chile                    | 2:1                      | Paraguay                 | Clasificatorias a Francia 1998     |                          |
| 42                       | 20 de agosto de 1997     | Montevideo               | Uruguay                  | 1:0                      | Chile                    | Clasificatorias a Francia 1998     |                          |
| 43                       | 10 de septiembre de 1997 | Santiago                 | Chile                    | 1:2                      | Argentina                | Clasificatorias a Francia 1998     |                          |
| 44                       | 7 de noviembre de 1997   | Santiago                 | Chile                    | 4:1                      | Guatemala                | Amistoso                           | Anotado                  |
| 45                       | 16 de noviembre de 1997  | Santiago                 | Chile                    | 3:0                      | Bolivia                  | Clasificatorias a Francia 1998     |                          |
| 46                       | 4 de febrero de 1998     | Auckland                 | Nueva Zelanda            | 0:0                      | Chile                    | Amistoso                           |                          |
| 47                       | 7 de febrero de 1998     | Sídney                   | Australia                | 0:1                      | Chile                    | Amistoso                           |                          |
| 48                       | 11 de febrero de 1998    | Londres                  | Inglaterra               | 0:2                      | Chile                    | Amistoso                           |                          |
| 49                       | 22 de abril de 1998      | Santiago                 | Chile                    | 2:2                      | Colombia                 | Amistoso                           | Anotado                  |
| 50                       | 29 de abril de 1998      | Santiago                 | Chile                    | 1:0                      | Lituania                 | Amistoso                           |                          |
| 51                       | 24 de mayo de 1998       | Santiago                 | Chile                    | 2:2                      | Uruguay                  | Amistoso                           |                          |
| 52                       | 30 de mayo de 1998       | Montelimar               | Chile                    | 3:2                      | Túnez                    | Amistoso                           |                          |
| 53                       | 11 de junio de 1998      | Burdeos                  | Italia                   | 2:2                      | Chile                    | Copa Mundial de Fútbol de 1998     |                          |
| 54                       | 17 de junio de 1998      | Saint-Étienne            | Chile                    | 1:1                      | Austria                  | Copa Mundial de Fútbol de 1998     |                          |
| 55                       | 23 de junio de 1998      | Nantes                   | Chile                    | 1:1                      | Camerún                  | Copa Mundial de Fútbol de 1998     |                          |
| 56                       | 27 de junio de 1998      | París                    | Brasil                   | 4:1                      | Chile                    | Copa Mundial de Fútbol de 1998     |                          |
| 57                       | 20 de junio de 1999      | Santiago                 | Chile                    | 1:0                      | Bolivia                  | Amistoso                           |                          |
| 58                       | 6 de julio de 1999       | Ciudad del Este          | Brasil                   | 1:0                      | Chile                    | Copa América 1999                  |                          |
| 59                       | 15 de febrero de 2000    | Valparaíso               | Chile                    | 0:2                      | Eslovaquia               | Amistoso                           |                          |
| 60                       | 22 de marzo de 2000      | Santiago                 | Chile                    | 5:2                      | Honduras                 | Amistoso                           |                          |
| 61                       | 29 de marzo de 2000      | Buenos Aires             | Argentina                | 4:1                      | Chile                    | Clasificatorias a Corea-Japón 2002 |                          |
| 62                       | 26 de abril de 2000      | Santiago                 | Chile                    | 1:1                      | Perú                     | Clasificatorias a Corea-Japón 2002 | Anotado                  |
| 63                       | 25 de julio de 2000      | San Cristóbal            | Venezuela                | 0:2                      | Chile                    | Clasificatorias a Corea-Japón 2002 |                          |
| Total                    |                          |                          | Presencias               | 63                       |                          | Goles                              | 6                        |

## Clubes
Actualizado hasta el fin de su carrera deportiva.
| Colo Colo · Chile | 1.ª              | 1987             | —   | —  | 2  | 0 | —  | — | 2   | 0  |
| Colo Colo · Chile | 1.ª              | 1988             | 5   | 0  | 8  | 0 | —  | — | 13  | 0  |
| Colo Colo · Chile | 1.ª              | 1989             | 14  | 0  | 8  | 0 | —  | — | 22  | 0  |
| Colo Colo · Chile | 1.ª              | 1990             | 23  | 1  | 12 | 1 | 8  | 0 | 43  | 2  |
| Colo Colo · Chile | 1.ª              | 1991             | 24  | 2  | 6  | 0 | 12 | 0 | 42  | 2  |
| Colo Colo · Chile | 1.ª              | 1992             | 22  | 0  | 11 | 0 | 11 | 0 | 44  | 0  |
| Colo Colo · Chile | 1.ª              | 1993             | 27  | 4  | 12 | 0 | 5  | 0 | 44  | 4  |
| Colo Colo · Chile | 1.ª              | 1994             | 19  | 1  | 8  | 0 | 10 | 0 | 37  | 1  |
| Colo Colo · Chile | 1.ª              | 1995             | 21  | 2  | 6  | 0 | 2  | 0 | 29  | 2  |
| Colo Colo · Chile | 1.ª              | 1996             | 7   | 0  | 5  | 1 | —  | — | 12  | 1  |
| Colo Colo · Chile | Total club       | Total club       | 162 | 10 | 78 | 2 | 48 | 0 | 288 | 12 |
| América · México | 1.ª              | 1996             | 9   | 1  | 0  | 0 | —  | — | 9   | 1  |
| América · México | Total club       | Total club       | 9   | 1  | 0  | 0 | 0  | 0 | 9   | 1  |
| Universidad Catolica · Chile | 1.ª              | 1997             | 18  | 1  | 0  | 0 | 7  | 1 | 25  | 2  |
| Universidad Catolica · Chile | 1.ª              | 1998             | 5   | 0  | 0  | 0 | 6  | 0 | 11  | 0  |
| Universidad Catolica · Chile | Total club       | Total club       | 23  | 1  | 0  | 0 | 13 | 1 | 36  | 2  |
| West Ham Inglaterra | 1.ª              | 1998-99          | 3   | 0  | —  | — | —  | — | 3   | 0  |
| West Ham Inglaterra | 1.ª              | 1999-00          | 18  | 1  | 1  | 0 | 3  | 0 | 22  | 1  |
| West Ham Inglaterra | 1.ª              | 2000-01          | 3   | 0  | —  | — | —  | — | 3   | 0  |
| West Ham Inglaterra | Total club       | Total club       | 24  | 1  | 1  | 0 | 3  | 0 | 28  | 1  |
| Total en carrera | Total en carrera | Total en carrera | 218 | 13 | 79 | 2 | 64 | 1 | 361 | 16 |
| (1) Incluye datos de Copa Chile, Copa de Invierno, Liguilla Pre-Libertadores de Chile, Pre-Conmebol de Chile y Liguilla Pre-Sudamericana de Chile. (2) Incluye datos de Copa Libertadores, Supercopa Sudamericana, Recopa Sudamericana, Copa Interamericana, Copa Conmebol, Copa Mercosur y Copa Sudamericana. |                  |                  |     |    |    |   |    |   |     |    |

## Palmarés

### Campeonatos nacionales
| Título           | Club                 | País  | Año    |
| ---------------- | -------------------- | ----- | ------ |
| Copa Chile       | Colo-Colo            | Chile | 1988   |
| Primera División | Colo-Colo            | Chile | 1989   |
| Copa Chile       | Colo-Colo            | Chile | 1989   |
| Primera División | Colo-Colo            | Chile | 1990   |
| Copa Chile       | Colo-Colo            | Chile | 1990   |
| Primera División | Colo-Colo            | Chile | 1991   |
| Primera División | Colo-Colo            | Chile | 1993   |
| Copa Chile       | Colo-Colo            | Chile | 1994   |
| Primera División | Colo-Colo            | Chile | 1996   |
| Copa Chile       | Colo-Colo            | Chile | 1996   |
| Primera División | Universidad Católica | Chile | 1997-A |

### Campeonatos internacionales
| Título                    | Club            | Sede     | Año  |
| ------------------------- | --------------- | -------- | ---- |
| Copa Libertadores         | Colo-Colo       | Santiago | 1991 |
| Recopa Sudamericana       | Colo-Colo       | Kōbe     | 1992 |
| Copa Interamericana       | Colo-Colo       | Santiago | 1992 |
| Copa Intertoto de la UEFA | West Ham United | Metz     | 1999 |

### Capitán de Colo-Colo
| Predecesor: Patricio Yáñez | Capitán de Colo-Colo 1995-1996 | Sucesor: Ivo Basay |

## Nota
1. ↑  No incluye datos de partidos amistosos.

## Vida personal
Está casado con Giselle Viera y junto a ella tienen 6 hijos. Su hija Catalina, fue seleccionada de Fútbol y jugó el Sudamericano Femenino Sub-17 de 2008. El 30 de noviembre de 2013, su hijo mayor, Javier Andrés, en ese entonces de 22 años, murió en un accidente cuando practicaba motocross en un sector de Mantagua. Tras su retiro del fútbol se convirtió en empresario motelero (empresa que ya venía de las manos de su padre) y participó en el reality show chileno Expedición Robinson, donde fue el cuarto eliminado. En 2001 se adjudicó en remate el auto blindado de Augusto Pinochet. Su hija Giannina está casada con el jugador Nicolas Peñailillo.
En el año 2025 debutaría profesionalmente su hijo Luis Miguel Margas en Santiago Wanderers.